# بلومفيلد (مقاطعة والورث)
بلومفيلد، مقاطعة والورث (بالإنجليزية: Bloomfield, Walworth County, Wisconsin)‏ هي بلدة تقع بولاية ويسكونسن في الولايات المتحدة. تبلغ مساحتها 86.4 (كم²)، وترتفع عن سطح البحر 267 م، بلغ عدد سكانها 5537 نسمة في عام 2000 حسب إحصاء مكتب تعداد الولايات المتحدة وتصل الكثافة السكانية فيها 65.7 نسمة/كم2.

## وصلات خارجية
- The US50 - Cities and Towns in Wisconsin State
- Wisconsin Cities and Towns, Facts, Map, Flag, Colleges, Government, and More